# 찰리 푸스
찰스 오토 "찰리" 푸스 주니어(영어: Charles Otto "Charlie" Puth Jr., 1991년 12월 2일 ~ )는 미국의 싱어송라이터이다. 영화 《분노의 질주: 더 세븐》 마지막 장면 삽입곡인 위즈 칼리파의 "See You Again(폴 워커 추모곡)" 보컬로 이름을 알렸다. 대표적인 히트곡으로는 Attention, One Call Away, We Don't Talk Anymore, Marvin Gaye 등이 있다. 2022년부터 한국에서의 인기가 상승해 Dangerously, Left and Right, That's Hilarious, I don't Think That I Like Her 등의 곡들이 인기를 끌었다.

## 음반 목록
- Nine Track Mind (2016년)
- Voicenotes (2018년)
- Charlie (2022년)
- That’s Not How This Works (2023년)
- Hero (2024년)
- December 25th (2024년)

## 유명한 곡들
- One call away
- See you again
- Attention
- We don't talk anymore
- How long
- I don’t think that I like her

## 수상
- 2022년 제14회 멜론 뮤직 어워즈 베스트 팝 아티스트상
- 2023년 제15회 멜론뮤직어워즈 베스트 팝 아티스트상
- 2024년 써클차트 뮤직 어워즈 올해의 해외 음원상